# Babajić
Babajić (izvirno srbsko Бабајић) je naselje v Srbiji, ki upravno spada pod Občino Ljig; slednja pa je del Kolubarskega upravnega okraja.

## Demografija
V naselju, katerega izvirno (srbsko-cirilično) ime je Бабајић, živi 387 polnoletnih prebivalcev, pri čemer je njihova povprečna starost 42,1 let (41,8 pri moških in 42,4 pri ženskah). Naselje ima 142 gospodinjstev, pri čemer je povprečno število članov na gospodinjstvo 3,47.
To naselje je, glede na rezultate popisa iz leta 2002, večinoma srbsko.
|  |

| Demografija | Demografija     | Demografija     |
| Leto        | Št. prebivalcev | Št. prebivalcev |
| ----------- | --------------- | --------------- |
|             |                 |                 |
|             |                 |                 |
|             |                 |                 |
|             |                 |                 |
| 1948        | 656             |                 |
| 1953        | 649             |                 |
| 1961        | 644             |                 |
| 1971        | 627             |                 |
| 1981        | 503             |                 |
| 1991        | 531             | 524             |
| 2002        | 510             | 493             |
|             |                 |                 |

| Etnična sestava po popisu iz leta 2002 | Etnična sestava po popisu iz leta 2002 | Etnična sestava po popisu iz leta 2002 | Etnična sestava po popisu iz leta 2002 | Etnična sestava po popisu iz leta 2002 |
| -------------------------------------- | -------------------------------------- | -------------------------------------- | -------------------------------------- | -------------------------------------- |
| Srbi                                   | Srbi                                   |                                        | 489                                    | 99,18%                                 |
| Črnogorci                              | Črnogorci                              |                                        | 1                                      | 0,20%                                  |
| Neznano                                | Neznano                                |                                        | 2                                      | 0,40%                                  |